# Maia Toijer
Maria (Maia) Toijer, född Löfberg den 7 maj 1892 i Sköllersta, Örebro län, död 8 oktober 1942 i Kristinehamn, var en svensk barnboksförfattare.
Toijer, som var dotter till en folkskollärare, ingick 1922 äktenskap med Daniel Toijer och blev 1924 mor till Ying Toijer-Nilsson. Hon debuterade som barnboksförfattare 1940 med Näbbstämma i trädgården och andra fågelhistorier, vilken följdes av Ekorrfamiljen i Stora-skogen (1942), men därefter avslutades denna författarkarriär av hennes tidiga frånfälle.